# Чинандега
Чинандега (на испански: Chinandega) е един от 15-те департамента на Никарагуа. Разделен е на 13 общини и има население от 437 888 жители (по приблизителна оценка от юни 2019 г.) и обща площ от 4822 км². Столицата на департамента е едноименният град Чинандега.